# Cantón Cahulotal
Cantón Cahulotal är en ort i Mexiko.   Den ligger i kommunen Huixtla och delstaten Chiapas, i den sydöstra delen av landet, 900 km sydost om huvudstaden Mexico City. Cantón Cahulotal ligger 11 meter över havet och antalet invånare är 306.
Terrängen runt Cantón Cahulotal är mycket platt. Runt Cantón Cahulotal är det ganska glesbefolkat, med 34 invånare per kvadratkilometer. Närmaste större samhälle är Huixtla, 14,5 km nordost om Cantón Cahulotal. Trakten runt Cantón Cahulotal består till största delen av jordbruksmark.